# Кальчиная
Кальчиная (итал. Calcinaia) — коммуна в Италии, располагается в области Тоскана, в провинции Пиза.
Население коммуны, на 01.01.2024 года, составляет 12 822 человека, плотность населения ─ 861,07 чел./км². Коммуна занимает площадь 14,89 км². Почтовый индекс — 56012. Телефонный код — 0587.
Покровителем населённого пункта считается святая Santa Ubaldesca.

## Демография
Динамика населения:

## Администрация коммуны
- Официальный сайт: http://www.comune.calcinaia.pi.it/